# 平阳镇 (甘南县)
平阳镇，是中华人民共和国黑龙江省齐齐哈尔市甘南县下辖的一个乡镇级行政单位。

## 行政区划
平阳镇下辖以下地区：
东升村、永利村、建国村、兴隆村和宏光村。